# België op de Olympische Zomerspelen 1900
België nam deel aan de Olympische Zomerspelen 1900 in Parijs, Frankrijk.
Het was de eerste deelname. Er deden 78 Belgen mee, allen mannen, die deelnamen aan 11 sporten. Ze schreven zich 95 keer in op 28 onderdelen.

## Medailleoverzicht
| Sport        | Olympiër                      | Discipline                         | Medaille |
| ------------ | ----------------------------- | ---------------------------------- | -------- |
| Boogschieten | Emmanuel Foulon               | sur la perche à la herse           | Goud     |
| Boogschieten | Hubert Van Innis              | au cordon doré 33 m                | Goud     |
| Boogschieten | Hubert Van Innis              | sur la perche à la pyramide 33 m   | Goud     |
| Paardensport | Aimé Haegeman                 | springen                           | Goud     |
| Paardensport | Constant Van Langhendonck     | verspringen                        | Goud     |
| Boogschieten | Emile Druart                  | sur la perche à la herse           | Zilver   |
| Boogschieten | Hubert van Innis              | au cordon doré 50 m                | Zilver   |
| Paardensport | Georges van der Poële         | springen                           | Zilver   |
| Roeien       | Royal Club Nautique de Gand   | acht                               | Zilver   |
| Waterpolo    | team ZWPC Brussel             | mannen                             | Zilver   |
| Boogschieten | Louis Glineux                 | sur la perche à la herse           | Brons    |
| Paardensport | Georges van der Poële         | hoogspringen                       | Brons    |
| Schietsport  | Paul Van Asbroeck             | militairgeweer, 300 m, 3-houdingen | Brons    |
| Schietsport  | Charles Paumier               | militairgeweer, 300 m, staand      | Brons    |
| Voetbal      | team Universiteit van Brussel | mannen                             | Brons    |

## Overzicht per sport
| Sport        | Deelnemers | Goud | Zilver | Brons | Totaal |
| ------------ | ---------- | ---- | ------ | ----- | ------ |
| Boogschieten | 18         | 3    | 2      | 1     | 6      |
| Croquet      | 1          |      |        |       | '      |
| Paardensport | 13         | 2    | 1      | 1     | 4      |
| Roeien       | 9          |      | 1      |       | 1      |
| Schermen     | 5          |      |        |       | '      |
| Schietsport  | 10         |      |        | 2     | 2      |
| Turnen       | 2          |      |        |       | '      |
| Voetbal      | 11         |      |        | 1     | 1      |
| Waterpolo    | 7          |      | 1      |       | 1      |
| Wielrennen   | 1          |      |        |       | '      |
| Zwemmen      | 1          |      |        |       | '      |
| Totaal       | 78         | 5    | 5      | 5     | 15     |

## Prestaties van alle deelnemers

### Boogschieten
België won drie van de zes gouden, twee van de zeven zilveren en een van de vijf bronzen medailles op de zes Olympische boogschietonderdelen. Frankrijk en Nederland waren de enige andere deelnemende landen waarbij Frankrijk alle andere medailles won. De namen van veel deelnemers zijn onbekend omdat hun namen niet werden geregistreerd. Van de 14 Belgen zijn de namen van slechts vier van hen bekend. Deze 18 schreven 35 keer in.
| Olympiër                | Discipline                      | Resultaat | Prestatie |
| ----------------------- | ------------------------------- | --------- | --------- |
| Hubert van Innis        | Au Cordon Doré 50m              | Zilver    | 29 punten |
| Hubert van Innis        | Au Cordon Doré 33m              | Goud      |           |
| Hubert van Innis        | Sur la Perche à la Pyramide 50m | 4e        |           |
| Hubert van Innis        | Sur la Perche à la Pyramide 33m | Goud      |           |
| Emile Druart            | Sur la Perche à la Herse        | Zilver    |           |
| Emmanuel Foulon         | Sur la Perche à la Herse        | Goud      |           |
| 14 onbekende deelnemers | Sur la Perche à la Herse        | 4-129     |           |
| Louis Glineux           | Sur la Perche à la Pyramide     | Brons     |           |
| 14 onbekende deelnemers | Sur la Perche à la Pyramide     | 4-129     |           |

### Croquet
België en Frankrijk waren de enige twee landen die meededen aan het Croquet. Er was één Belg die meedeed aan slechts een van de drie onderdelen. Op dat onderdeel beëndigde hij de eerste ronde niet.
| Olympiër         | Discipline      | Resultaat | Prestatie                |
| ---------------- | --------------- | --------- | ------------------------ |
| Marcel Haentjens | enkelspel 1 bal | DNF       | 1e ronde: niet gefinisht |

### Gymnastiek
België deed bij zijn eerste Spelen ook mee aan het turnen.
| Olympiër   | Discipline           | Resultaat | Prestatie  |
| ---------- | -------------------- | --------- | ---------- |
| De Poorten | individuele meerkamp | 99e       | 207 punten |
| Michelet   | individuele meerkamp | 112e      | 192 punten |

### Paardensport
België nam deel aan de eerste Olympische paardensportcompetitie. Hierbij wonnen ze twee van de drie gouden medailles. De namen van de negen ruiters zijn onbekend.
| Olympiër                  | Discipline     | Resultaat | Prestatie |
| ------------------------- | -------------- | --------- | --------- |
| Aimè Haegeman             | springconcours | Goud      | 2.16,0    |
| Georges van der Poële     | springconcours | Zilver    | 2.17,6    |
| 9 onbekende deelnemers    | springconcours | 4-37      |           |
| Aimè Haageman             | hoogspringen   | Brons     | 1,70m     |
| 3 onbekende deelnemers    | hoogspringen   | 5-18      |           |
| Constant Van Langhendonck | verspringen    | Goud      | 6,10m     |
| 2 onbekende deelnemers    | verspringen    | 5-187     |           |

### Roeien
België werd vertegenwoordigd middels de Royal Club Nautique de Gand, met twee boten; de twee-met-stuurman en de acht-met-stuurman.
| Olympiër | Discipline        | Resultaat | Prestatie                                         |
| --- | ----------------- | --------- | ------------------------------------------------- |
| Prosper Bruggeman Maurice Hemelsoet Onbekend stuurman | twee-met-stuurman | 5e        | halve finale 2: 3e in 7.00,4                      |
| Jules De Bisschop Prosper Bruggeman Oscar Dessomville Oscar De Cock Maurice Hemelsoet Marcel Van Crombrugge, Frank Odberg Maurits Verdonck Rodolphe Poma (stuurman) | acht-met-stuurman | Zilver    | halve finale 1: 2e in 5.00,2 finale: 2e in 6.13,8 |

### Schermen
België nam voor het eerst deel aan het schermen en er deden vijf schermers mee.
| Olympiër           | Discipline     | Resultaat | Prestatie |
| ------------------ | -------------- | --------- | --- |
| Tony Smet          | degen          | 19-31e    | groep P: 1e kwartfinale C: 4-6e                                                                              |
| Tony Smet          | floret         | 14e       | 1e ronde: gaat door na jurybesluit kwartfinale: gaat door na jurybesluit halve finale: 8e troostfinale: 6e   |
| F. Després         | floret masters | 44-60e    | 1e ronde: uitgeschakeld na jurybesluit                                                                       |
| Pierre Selderslagh | floret masters | 10e       | 1e ronde: gaat door na jurybesluit kwartfinale: gaat door na jurybesluit halve finale B: 5e troostfinale: 2e |
| Cyrille Verbrugge  | floret masters | 15e       | 1e ronde: gaat door na jurybesluit kwartfinale: gaat door na jurybesluit halve finale A: 7e troostfinale: 7e |
| Hébrant            | sabel masters  | 8e        | 1e ronde: gaat door na jurybesluit halve finale A: 2e finale: 8e                                             |

### Schietsport
Belgische schutters namen deel aan het militair pistool en militair geweer.
| Olympiër                                                               | Discipline                   | Resultaat | Prestatie   |
| ---------------------------------------------------------------------- | ---------------------------- | --------- | ----------- |
| Eichorn                                                                | 50m vrij pistool             | 17e       | 345 punten  |
| Lebègue                                                                | 50m vrij pistool             | 19e       | 318 punten  |
| Rooman                                                                 | 50m vrij pistool             | 13e       | 405 punten  |
| Thèves                                                                 | 50m vrij pistool             | 14e       | 404 punten  |
| Victor Robert                                                          | 50m vrij pistool             | 16e       | 351 punten  |
| Eichorn Lebègue Rooman Thèves Victor Robert                            | 50m vrij pistool team        | 4e        | 1823 punten |
| Joseph Baras                                                           | 300m vrij geweer staand      | 30e       | 233 punten  |
| Jules Bury                                                             | 300m vrij geweer staand      | 7e        | 282 punten  |
| Edouard Myin                                                           | 300m vrij geweer staand      | 21e       | 265 punten  |
| Charles Paumier                                                        | 300m vrij geweer staand      | Brons     | 298 punten  |
| Paul Van Asbroeck                                                      | 300m vrij geweer staand      | 16e       | 297 punten  |
| Joseph Baras                                                           | 300m vrij geweer geknield    | 30e       | 210 punten  |
| Jules Bury                                                             | 300m vrij geweer geknield    | 24e       | 269 punten  |
| Edouard Myin                                                           | 300m vrij geweer geknield    | 29e       | 249 punten  |
| Charles Paumier                                                        | 300m vrij geweer geknield    | 9e        | 297 punten  |
| Paul Van Asbroeck                                                      | 300m vrij geweer geknield    | 4e        | 308 punten  |
| Joseph Baras                                                           | 300m vrij geweer liggend     | 28e       | 270 punten  |
| Jules Bury                                                             | 300m vrij geweer liggend     | 28e       | 270 punten  |
| Edouard Myin                                                           | 300m vrij geweer liggend     | 13e       | 304 punten  |
| Charles Paumier                                                        | 300m vrij geweer liggend     | 15e       | 302 punten  |
| Paul Van Asbroeck                                                      | 300m vrij geweer liggend     | 8e        | 312 punten  |
| Joseph Baras                                                           | 300m vrij geweer 3 houdingen | 30e       | 713 punten  |
| Jules Bury                                                             | 300m vrij geweer 3 houdingen | 22e       | 821 punten  |
| Edouard Myin                                                           | 300m vrij geweer 3 houdingen | 23e       | 818 punten  |
| Charles Paumier                                                        | 300m vrij geweer 3 houdingen | 6e        | 897 punten  |
| Paul Van Asbroeck                                                      | 300m vrij geweer 3 houdingen | Brons     | 917 punten  |
| Joseph Baras Jules Bury Edouard Myin Charles Paumier Paul Van Asbroeck | 300m vrij geweer team        | 6e        | 4166 punten |

### Voetbal
Université de Bruxelles vertegenwoordigde België in het voetbal. Het team verloor zijn enige wedstrijd tegen het Franse Club Française. Omdat maar drie teams deelnamen werd desondanks brons gewonnen.
| Olympiër | Discipline | Resultaat | Prestatie                      |
| --- | ---------- | --------- | ------------------------------ |
| Albert Delbecque Hendrik van Heuckelum Raul Kelecom Marcel Leboutte, Lucien Londot Ernest Moreau de Melen Eugène Neefs Georges Pelgrims (aanvoerder) Alphonse Renier Emile Spannoghe Eric Thornton | mannen     | Brons     | 1e ronde: V van Frankrijk: 2-6 |

### Waterpolo
| Olympiër                                                                                                  | Discipline | Resultaat | Prestatie |
| --- | ---------- | --------- | --- |
| Jean De Backer Victor De Behr Henri Cohen Fernand Feyaerts Oscar Grégoire Albert Michant Victor Sonnemans | mannen     | Zilver    | kwartfinale: W van FRA Pupilles de Neptune de Lille: 2-0 halve finale: W van FRA Libellule de Paris: 5-1 finale: V van GBR Osborne Swimming Club: 2-7 |

### Wielersport
Slechts één Belg deed mee aan het wielrennen. Zijn naam is niet bekend en hij won geen medaille.
| Olympiër | Discipline   | Resultaat | Prestatie                              |
| -------- | ------------ | --------- | -------------------------------------- |
| Vincent  | 2000m sprint | 10e       | 1e ronde serie 9: 2e kwartfinale 5: 2e |

### Zwemmen
| Olympiër | Discipline       | Resultaat | Prestatie                      |
| -------- | ---------------- | --------- | ------------------------------ |
| Hermand  | 4000m vrije slag | DNF       | halve finale 1: niet gefinisht |

Argentinië · Australië · België · Bohemen · Brits-Indië · Canada · Cuba · Denemarken · Duitsland · Frankrijk · Griekenland · Groot-Brittannië · Haïti · Hongarije · Iran · Italië · Luxemburg · Mexico · Nederland · Noorwegen · Oostenrijk · Peru · Roemenië · Rusland · Spanje · Verenigde Staten · Zweden · Zwitserland · Gemengde teams